# Drake Stadium
Le Drake Stadium est un stade d'athlétisme et de football américain situé à Des Moines dans l'Iowa, aux États-Unis, propriété de l'université Drake.
Inaugurée en 1925, l'enceinte accueille l'équipe de football américain universitaire des Bulldogs de Drake évoluant dans la Pioneer Football League (NCAA Division I FCS) ainsi que la compétition d'athlétisme des Drake Relays, disputée tous les ans au mois d'avril depuis 1910.
Il a également été à plusieurs reprises le stade hôte des Championnats des États-Unis d'athlétisme soit en 2010, 2013, 2018 et 2019.

## Histoire
Le Drake Stadium est inauguré le 10 octobre 1925 et à cette l'occasion les Bulldogs gagnent le match les opposant aux Jayhawks du Kansas.
Les Bulldogs de Drake y ont remporté 13 titres de conférence en football américain et cinq bowls universitaires y ont été organisés. Il héberge également les matchs de football américain de l'équipe du Lycée Theodore Roosevelt à Des Moines (en) et occasionnellement ceux du Lycée Dowling (en). Il est actuellement le plus grand stade de la Pioneer Football League.
Drake Stadium est également le stade où la compétition d'athlétisme des Drake Relays est organisée tous les ans depuis 1910, l'une des meilleures organisation d'athlétisme du pays. Des centaines d'athlètes issus de lycées, collèges et universités du pays ainsi que des athlètes professionnels s'y retrouvent fin avril pour participer à une des plus grandes compétitions d'athlétisme des États-Unis. Quatorze records du monde ont été établis lors des Drake Relays. Le stade accueille également les championnats d'athlétisme masculin et féminin de la Iowa High School.
À la suite de travaux de rénovations, les Bulldogs ont dû disputer les matchs à domicile de la saison 2005 au Waukee Stadium (en).
Il peut également accueillir comme lieu secondaire les matchs des équipes masculines et féminines de football de l'université Drake (en).

## Les rénovations
Le terrain de football américain du Drake Stadium porte le nom de Johnny Bright, un ancien alumni et joueur réputé de l'université. La piste d’athlétisme porte le nom de Jim Duncan, un ancien célèbre athlète américain spécialiste du lancer du disque.
La piste en tartan d'une valeur de 175 000 $ remplace l'ancienne piste en cendrée en 1969, date anniversaire des 60 ans des Drake Relays. En 1976, toutes les mesures des épreuves individuelles lors des Drake Relays passent au métrique. En 1978, la conversion au métrique est totale puisque la piste est transformée en un ovale de quatre cents mètres permettant aux courses relais de s'y adapter. La piste Jim Duncan est refaite au cours de l'été 1989 et colorée en bleu ciel, couleur officielle de l'université Drake, revêtement se composant de polyuréthane et de granulés de caoutchouc EPDM.
Les travaux de rénovations étalés sur les années 2005 et 2006 vont affecter plusieurs aspects du stade. La surface du stade a été aplatie (auparavant, le terrain intérieur était plus bas de plusieurs pieds que la piste). La piste a été reconfigurée pour répondre aux normes NCAA, nationales et internationales. Les sièges ont été améliorés et une "voie de sécurité" à l'extérieur de la piste pour les athlètes a été ajoutée (dans l'ancienne configuration, les fans pouvaient facilement entrer en contact avec un concurrent du couloir 8). Un nouveau marquoir et un écran vidé géant ont été placés dans le virage nord-est du stade. l'élargissement de la piste a réduit la capacité du stade de 18 000 à 14 557 places. Les épreuves de lancers ont été déplacées vers une zone située au nord du stade à la suite de ces modifications.
Lors de l'été 2016, la pelouse et la piste d’athlétisme ont été rénovés en surface. Le revêtement de la piste fut remplacé par le même matériau que celui utilisé lors des jeux Olympiques de Londres et de Pékin.

## Événements importants
Le Drake Stadium a été l'hôte du Championnat NCAA d'athlétisme à quatre occasions :
- 1970 (en) (hommes uniquement)
- 2008 (en) (hommes et femmes)
- 2011 (en) (hommes et femmes)
- 2012 (en) (hommes et femmes)

Les championnats de 2008 avec 41 187 entrées ont doublé le précédent record d'assistance de l'événement (étalé sur quatre jours, le dernier jour enregistrant 11 000 entrées) malgré les fortes inondations ayant touché Des Moines (en).
Le Drake Stadium a également accueilli les championnats des États-Unis d'athlétisme à quatre reprises :
- 2010
- 2013
- 2018
- 2019

Le complexe a également accueilli à quatre reprises les AAU Junior Olympic Games (en) organisés par l'US Amateur Athletic Union.